# Afterparty

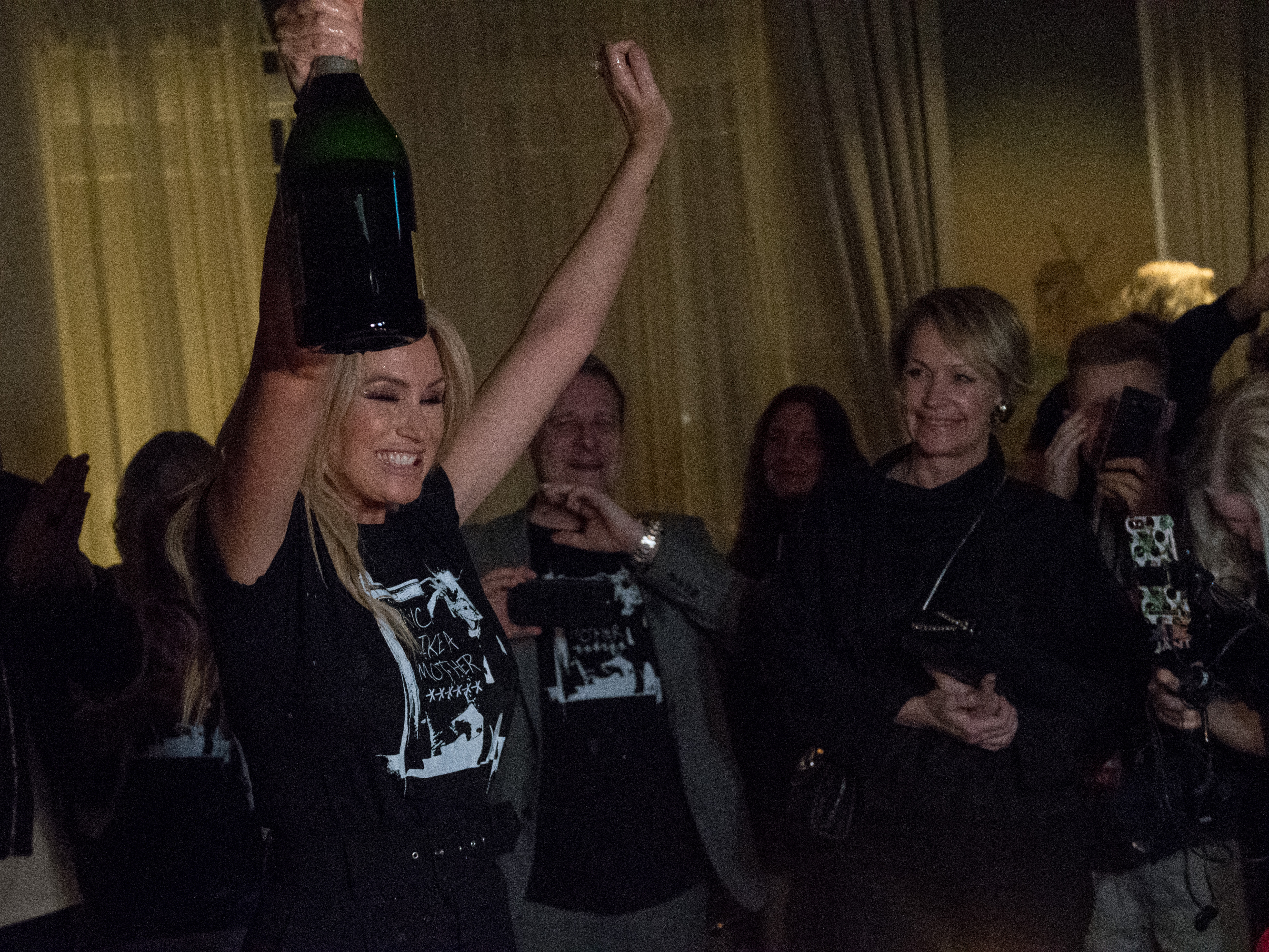
Afterparty po Melodifestivalen w 2018.

Afterparty (z ang. „impreza po”), after – impreza odbywająca się bezpośrednio po innym, większym wydarzeniu, np. koncercie, meczu, finale konkursu, premierze teatralnej lub filmowej.  
Pojęcie pierwotnie kojarzone głównie z clubbingiem oznaczające imprezę, często organizowaną w domu lub małym lokalu, zazwyczaj po występie znanego DJ-a lub po koncercie gwiazdy w celu przedłużenie zabawy, przeznaczona dla uczestników odczuwających niedosyt lub pragnących przedłużyć „dobry klimat” towarzyszący wydarzeniu głównemu. W Polsce określenie modne głównie dzięki koncertom i imprezom muzyki techno oraz house, organizowane po koncercie znanego DJ lub po większym festiwalu. 
Z czasem bardziej znanym znaczeniem stało się określenie dotyczące imprezy po każdym większym wydarzeniu: koncercie, festiwalu, meczu, finale konkursu, premierze filmowej czy teatralnej. Często oznacza zamkniętą imprezę dla zaproszonych gości np. osób zaangażowanych w tworzenie filmu po premierze filmowej.  Określenie to przyjęło się również dla imprez organizowanych także po konferencjach czy ślubach. 